# Zosterops nehrkorni
Zosterops nehrkorni là một loài chim trong họ Zosteropidae.